# Sangoma Technologies

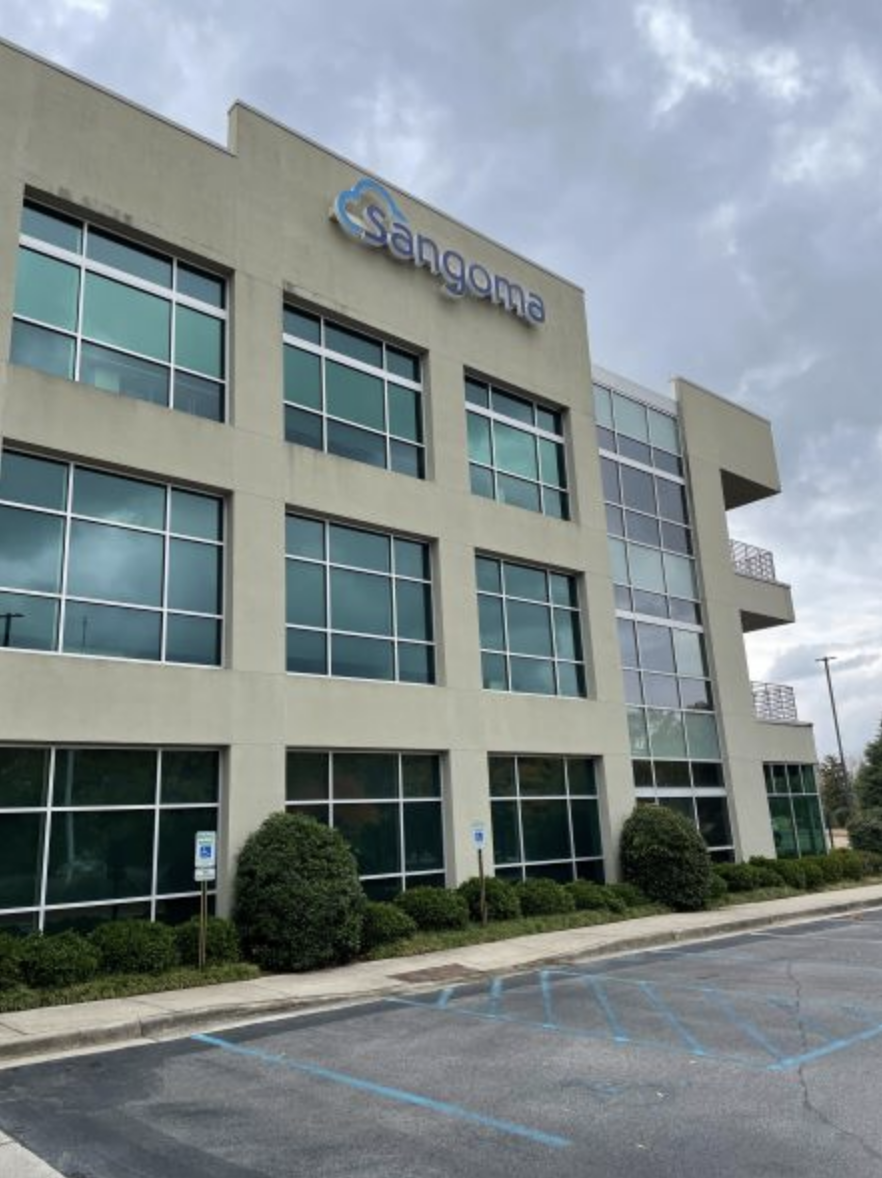
Sangoma Technologies

Sangoma Technologies — производитель оборудования и программного обеспечения для IP-телефонии. Головной офис компании находится в Торонто, Канада. Sangoma Technologies была основана в 1984 году.
Оборудование Sangoma — это, в основном, цифровые и аналоговые платы PCI и PCI Express для обработки голосового трафика. Широко используется в Asterisk - IP PBX с открытым исходным кодом.

## Продукция
Sangoma разработала семейство масштабируемых карт AFT (Advanced Flexible Telecommunications), которые можно расширять простым подсоединением дополнительных модулей для обслуживания новых портов PRI, BRI или FXO/FXS, без использования других слотов PCI.
Все оборудование Sangoma:
- построено на базе плат с интерфейсом PCI или PCI Express;
- использует одинаковые прошивки на базе одинаковых программируемых вентильных матриц;
- работают одинаково на всех типах материнских плат при любых условиях, обеспечивая корректное распределение прерываний;
- соответствуют форм-фактору 2U и поставляются с монтажными скобами нормального размера и скобами для монтажа в серверы 2U.
- в поставку включены кабели высокого качества.

Все платы совместимы с Asterisk, открытой программной мини-АТС.
Любая из плат может быть заказана в конфигурации с эхоподавителем. Чип эхоподавления используется как собственно для эхоподавления, так и для распознавания тонов DTMF и для автоматического распознавания факсов.
Оборудование Sangoma сертифицировано на территории Российской Федерации.
Оборудование Sangoma работает с разным ПО (коммерческим и свободным, платным и бесплатным), представляющим собой программную реализацию мини-АТС. Наиболее известны такие продукты этого типа, как Asterisk, 3CX, FreeSwitch, Elastix (основан на Asterisk), sipXecs , MediaCore/CAllMax.
Кроме оборудования Sangoma Technologies выпускает программное обеспечение для IP-телефонии, в том числе NetBorder Express.

## Чем Sangoma отличается от другого оборудования для IP PBX?
Оборудование Sangoma имеет ряд технических преимуществ (согласно ):
1. драйверы карт Sangoma лучше приспособлены для параллельной обработки интенсивного голосового трафика, так как чтение данных происходит по прерыванию от карты, а не по прерыванию от интерфейса (меньше прерываний при одновременной работе нескольких портов на карте)
2. обеспечивается синхронизация по времени между аналоговыми и цифровыми картами, что необходимо при передаче факсов (если факс подключен к аналоговой карте, обслуживаемой любым ПО типа Asterisk)
3. обеспечивается качественный приём и передача факсов

Sangoma делает полный спектр компьютерного оборудования для IP-телефонии, аналоговые и цифровые карты, специализируясь именно в изготовлении оборудования и поддержке клиентов.

## Клиенты Sangoma
Sangoma — поставщик оборудования и программного обеспечения для различных организаций во всем мире, в том числе промышленности (например, компания Боинг), департамент национальной безопасности США, вооружённые силы США.